# جوایز سرگرمی کی‌بی‌اس
جوایز سرگرمی کی‌بی‌اس (کره‌ای: KBS 연예대상؛ انگلیسی: KBS Entertainment Awards) رویدادی است که سالانه برگزار می‌شود و توسط کی‌بی‌اس حمایت مالی می‌شود. این مراسم اهدای جوایز حدود ۱۴۰ دقیقه است و در دو بخش از کی‌بی‌اس۲ نمایش داده می‌شود. این مراسم توسط هنرمندان موسیقی کی-پاپ و نقیضه گویان موسیقی اعضای گگ کنسرت برگزار می‌شود. این رویداد در پایان هر سال برگزار می‌شود، به جز سال ۲۰۱۷، که مراسم جوایز سرگرمی به علت اعتصاب مدیر وریتی کی‌بی‌اس برگزار نشد.